# Office de Radio et Télévision des Comores
Office de Radio et Télévision des Comores, nota anche con l'acronimo ORTC, è l'ente radiotelevisivo pubblico delle Comore. Trasmette dalla capitale Moroni in comoriano, francese e arabo.

## Storia
Il 1º settembre 1960 la Société de radiodiffusion de la France d'outre-mer (SORAFOM) organizzò la posa della prima pietra della sede della radio a Dzaoudzi, sull'isola Pamanzi, nella collettività di Mayotte, in quello che era allora il territorio d'oltremare francese dell'Arcipelago delle Comore. Le prime trasmissioni di Radio Comores in fase sperimentale ebbero luogo a febbraio 1961.
SORAFOM cambiò nome in Office de coopération radiophonique (OCORA) nel 1962, sotto la gestione della Radiodiffusion-Télévision Française (R.T.F.), e da giugno 1964 fece parte dell'Office de Radiodiffusion Télévision Française (O.R.T.F.). Il 15 ottobre 1967 chiuse la vecchia sede di Dzaoudzi per aprire dei nuovi studi a Moroni, nell'isola Grande Comore.
In seguito alla dissoluzione dell'O.R.T.F., il 31 dicembre 1974, e alla creazione della nuova società FR3, responsabile di tutti i canali radio e televisivi regionali francesi, Radio Comores divenne FR3-Comores, il 6 gennaio 1975.
Il 14 dicembre dello stesso anno, però, la Repubblica federale islamica di Comore dichiarò la sua indipendenza dalla Francia; le equipe francesi di FR3, di conseguenza, lasciarono i locali della radio a Moroni, che passò sotto direzione comoriana e ridivenne Radio Comores, la radio nazionale del Paese nuovamente indipendente. Parallelamente lo staff di FR3 si ricollocò a Mayotte, che aveva scelto di restare francese, dove installò gli studi di FR3-Mayotte, nella località di Pamandzi.
La nuova sede della radiotelevisione di Stato fu inaugurata il 26 settembre 2002 al momento della consegna ufficiale delle chiavi del nuovo edificio alle autorità del Paese da parte dell’ambasciata della Cina, che lo aveva costruito.
I programmi della televisione nazionale delle Comore furono ufficialmente lanciati il 7 aprile 2006, accessibili da subito anche sulla piattaforma televisiva Canal+ e in vari bouquet IPTV in Francia a partire dal 21 settembre 2010.
L'ORTC è membro dell'Association des Radios et Télévisions de l’Océan Indien (ARTOI), che riunisce altre 5 emittenti dell'Oceano Indiano: MBC (Mauritius), ORTM (Madagascar), SBC (Seychelles), Réunion 1re e Mayotte 1re (Francia).

## Servizi

### Televisione
| Nome    | Sede   | Тipo        | Lancio | Lingua                      |
| ------- | ------ | ----------- | ------ | --------------------------- |
| ORTC-TV | Moroni | generalista | 1975   | comoriano, francese e arabo |

### Radio
| Nome          | Sede   | Тipo        | Lancio | Lingua                      |
| ------------- | ------ | ----------- | ------ | --------------------------- |
| Radio Comores | Moroni | generalista | 1975   | comoriano, francese e arabo |

## Ricezione

### Terrestre
La televisione di ORTC trasmette in standard DVB-T HD; la radio trasmette in AM e in FM.

### Satellite[8]
| Satellite          | Eutelsat 16A | Eutelsat 10B | Eutelsat 7B |
| Posizione orbitale | 16.0° E      | 10.0° E      | 7.0° E      |
| Canali             | ORTC-TV      | ORTC-TV      | ORTC-TV     |
| Frequenza          | 10845 H      | 12643 V      | 12604 H     |
| SR                 | 30000        | 2061         | 30000       |
| FEC                | 2/3          | 3/4          | 2/3         |
| Modulazione        | 8PSK         | QPSK         | 8PSK        |

### Streaming
ORTC in streaming